# Alfons I van Asturië
Alfons I (Spaans: Alfonso of Alonso; 693 - 757) was koning van Asturië tussen 739 en 757. Zijn bijnaam luidde de Katholieke.

## Gebeurtenissen
Hij was hertog van Cantabrië en afstammeling van de Visigotische koning Reccared I, hij was de zoon van Peter van Cantabrië ook een hertog van Cantabrië. 
Zowel Don Pelayo als zijn zoon Favila (of Fáfila) werden nooit als koningen gezien, terwijl Alfonso I zich uitriep tot koning van Asturië. De interne strijd van de moren (zie de Grote Berberopstand in Al-Andalus) van 741 werkte in het voordeel van de Reconquista. Galicië werd in 740 heroverd en León in 754.

## Huwelijk en kinderen
Alfonso was gehuwd met Ermesinda, erfdochter van Don Pelayo van Asturië. Hun kinderen waren:
- Vimorano, vermoord in 765 door Fruela.
- Fruela I (740-768)
- Adosina, gehuwd met Silo van Asturië (-783)

Uit een buitenechtelijke relatie werd zijn zoon Mauregato geboren, die later ook koning zou worden.